# 羽根沢信号場

配線図。A：国分寺　B：恋ヶ窪

羽根沢信号場（はねさわしんごうじょう）は、東京都国分寺市にある西武鉄道国分寺線の信号場である。

## 概要
周辺が日立製作所中央研究所と住宅街に挟まれた切り通しに設置されている。国分寺 - 当信号場間は単線、当信号場 - 恋ヶ窪間は複線となる単複境界の信号所である。信号場設置と同時に恋ヶ窪駅までが複線化されている。上り線にのみ国分寺寄りに安全側線が設置されている。恋ヶ窪駅と共に国分寺線の列車交換に使用される。

## 歴史
- 1968年（昭和43年）11月12日：開設。同時に当信号場 - 恋ヶ窪駅間複線化。

## 隣の駅
西武鉄道
 国分寺線
国分寺駅 (SK01) - （羽根沢信号場） - 恋ヶ窪駅  (SK02)